# Hwad är wår rådh och wåre tanckar
Hwad är wår rådh och wåre tanckar är en svensk bönepsalm skriven av Olof Rudbeck den yngre. Psalmen är skriven till kungligheter och riksråden i Sverige.

## Publicerad i
- Den svenska psalmboken 1694 som nummer 379 under rubriken "En Kongl. Råds Böne Psalm".
- 1695 års psalmbok som nummer 322 under rubriken "En Konglig Råds Böne-Psalm".[1]